# Theresa Randle
Theresa E. Randle (Gary, 27 de dezembro de 1964) é uma atriz afro-americana. Ganhou destaque a partir da década de 1990, aparecendo em filmes como Malcolm X (1992), Beverly Hills Cop III (1994), Girl 6 (1996), Space Jam (1996), Spawn (1997) e a franquia Bad Boys (1995–2020).
Em 1983, Randle apareceu em um videoclipe de George Clinton, "Last Dance".
Randle não reprisou seu papel no quarto filme da franquia, Bad Boys: Ride or Die, sendo substituída por Tasha Smith.
 